# Nové Irsko
Nové Irsko je ostrov v Bismarckově souostroví, je součástí Nezávislého státu Papua Nová Guinea (Independent State of Papua New Guinea).
Nachází se severovýchodně od ostrova Nová Británie, od kterého jej odděluje Kanál svatého Jiří, a je součástí stejnojmenné provincie Nové Irsko. 
Ostrov je dlouhý přes 470 kilometrů ve směru severozápad-jihovýchod, v nejužším místě je široký pouze 10 kilometrů. Rozkládá se na ploše zhruba 8,650 km², žije zde přibližně 110 000 lidí. 
Největším městem je Kavieng, nacházející se v severní části ostrova.
Roku 1880 se zde francouzská De Raysova expedice pokusila založit kolonii.  Od roku 1885 do roku 1899 byl ostrov pod názvem „Neu-Mecklenburg“ součástí území společnosti Neuguinea-Kompagnie, od roku 1899 do roku 1918 byl částí císařské německé kolonie Deutsch-Neuguinea. Němci zde zřídili několik výnosných plantáží kopry a vybudovali cestu pro přepravu zboží.
Po první světové válce byl ostrov postoupen Austrálii, která přejmenovala ostrov na Nové Irsko. V lednu 1942, během druhé světové války, byl ostrov okupován japonskými silami a byl pod jejich kontrolou. Japonská  kapitulace v Novém Irsku proběhla 18. září 1945 na palubě HMAS Swan. Po válce byl ostrov součástí území Australian New Guinea. Od roku 1975 je součástí nezávislého státu Papua Nové Guinea.
V prosinci roku 2016 zasáhlo tento ostrov silné zemětřesení o síle 7,9 Mw.